# فینال جام حذفی فوتبال انگلستان ۱۹۱۲
فینال جام حذفی فوتبال انگلستان ۱۹۱۲، رقابت پایانی جام حذفی فوتبال انگلستان در سال ۱۹۱۲ میلادی است که مابین دو تیم باشگاه فوتبال بارنزلی و باشگاه فوتبال وست برومویچ در کریستال پالاس لندن برگزار شده‌است.
این مسابقه که در تاریخ ۲۰ آوریل ۱۹۱۲ انجام شده‌است با نتیجه ۰ بر ۰ به پایان رسید.
در بازی تکراری که در ۲۴ آوریل ۱۹۱۲ برگزار شد باشگاه فوتبال بارنزلی با نتیجه یک بر صفر به پیروزی رسید.